# Рыбинский сельсовет (Рыбинский район)
Рыбинский сельсовет - сельское поселение в Рыбинском районе Красноярского края.
Административный центр — село Рыбное.

## История
Статус и границы сельского поселения установлены Законом Красноярского края от 18 февраля 2005 года № 13-3019 «Об установлении границ и наделении соответствующим статусом муниципального образования Рыбинский район и находящихся в его границах иных муниципальных образований»

## Население
| 2010 | 2012  | 2013  | 2014  | 2015  | 2016  | 2017  |
| ---- | ----- | ----- | ----- | ----- | ----- | ----- |
| 1470 | ↗1513 | ↗1520 | ↘1486 | ↗1494 | ↘1456 | ↘1454 |

## Состав сельского поселения
В состав сельского поселения входят 2 населённых пункта:
| № | Населённый пункт | Тип населённого пункта       | Население |
| - | ---------------- | ---------------------------- | --------- |
| 1 | Рыбное           | село, административный центр | 1352      |
| 2 | Татьяновка       | деревня                      | 118       |

## Местное самоуправление
Рыбинский сельский Совет депутатов
Дата избрания: 13.09.2015. Срок полномочий: 5 лет. Количество депутатов:  10
Глава муниципального образования
- Саврицкая Светлана Григорьевна. Дата избрания: 30.10.2015. Срок полномочий: 5 лет